# کلمبیا (ابرقاره)

ابرقاره کلمبیا در حدود ۱٫۵۹ میلیارد سال پیش

کلمبیا (انگلیسی: Columbia) که با نام‌های نونا و هادسون‌لند نیز شناخته می‌شود، یکی از ابرقاره‌های قدیمی زمین بود که گمان می‌رود بین ۲۵۰۰ تا ۱۵۰۰ میلیون سال پیش در دوران پیشین‌زیستی دیرینه وجود داشته‌است.
ابرقاره کلمبیا از دو بخش کراتونی تشکیل شده بود که هسته قاره‌های لورنتیا، بالتیکا، سپر اوکراین، سپر آمازون، استرالیا و  همچنین احتمالاً قاره‌های سیبری، چین شمالی و کراتون کالاهاری را پدیدآورده بودند.
شواهد وجود ابرقاره کلمبیا بر پایه مطالعات و داده‌های زمین‌شناسی و دیرینه‌مغناطیس‌شناسی است.